# Sparkling Daydream
「Sparkling Daydream」（スパークリング・デイドリーム）は、ZAQのデビューシングル。2012年10月24日にランティスから発売された。
初回限定盤(LACM-34012)と通常盤(LACM-14012)の2種リリースで、初回限定盤には表題曲のミュージック・ビデオを収めたDVDが同梱されている。

## 収録内容

### CD
- 全曲、作詞・作曲・編曲：ZAQ

1. Sparkling Daydream [4:09]
  - テレビアニメ『中二病でも恋がしたい!』オープニングテーマ。同アニメの制作を担当した京都アニメーションからの要請で、分かり易いアッパーチューンにしたという[6]。2019年3月1日には、ソニー・ミュージックエンタテインメントのアニメソング人気投票キャンペーン「平成アニソン大賞」において作曲賞（2010年 - 2019年）に選出された[7]。
2. モノクロームモンスター [3:33]
  - 制作は打ち込みで行われた[6]。
3. INSIDE IDENTITY [4:22]
  - Black Raison d'êtreが歌う同アニメエンディングテーマのセルフカバーで、メンバー全員のライブシーンをイメージして書かれたロック調の曲。スタッフから中学時代にブームだった曲にするよう依頼されたため、同時代に好きだったMONGOL800、GOING STEADY、GO!GO!7188等の曲を聴いた上でロックにしようと考えた[6]。
4. Sparkling Daydream（off vocal）

### 初回盤付属DVD
1. Sparkling Daydream（Music Clip）

## カバー
Black Raison d'être
『中二病でも恋がしたい!戀』のキャラクターソングミニアルバム『輝きの幻夢舞台』のM1。
Pastel*Palettes
ゲーム『バンドリ! ガールズバンドパーティ!』収録曲（2022年3月18日追加）。同年12月14日発売の『バンドリ！ ガールズバンドパーティ！ カバーコレクション Vol.7』でCD初収録。
Happy Around!
ゲーム『D4DJ Groovy Mix』収録曲（2022年9月4日追加）。2023年7月12日発売の『D4DJ Groovy Mix カバートラックス vol.8』でCD初収録。